# Hogsetfeltet
Hogsetfeltet is een plaats in de Noorse gemeente Lillestrøm, fylke Akershus. Hogsetfeltet telt  528 inwoners (2007) en heeft een oppervlakte van 0,35 km².